# 杜埃尼亚斯
杜埃尼亚斯，是西班牙卡斯蒂利亚-莱昂帕伦西亚省的一个市镇。 总面积124平方公里，总人口2964人（2001年），人口密度24人/平方公里。